# ФК Нирнберг
ФК Нирнберг је немачки фудбалски клуб из истоименог града. Такмичи се у Другој немачкој Бундеслиги. Основан је 1900. године, а током своје историје је освојио девет титула шампиона Немачке, последњу 1968. Закључно са сезоном 2020/21. су други клуб по броју освојених титула првака Немачке.

## Успеси
- Првенство: 1920, 1921, 1924, 1925, 1927, 1936, 1948, 1961, 1968.
- Куп: 1935, 1939, 1962, 2007.

## Нирнберг у европским такмичењима
| Сезона  | Такмичење             | Коло          | Земља           | Клуб            | Резултат |
| ------- | --------------------- | ------------- | --------------- | --------------- | -------- |
| 1961/62 | Куп шампиона          | Квалификације | Република Ирска | Друмкондра      | 5:0, 4:1 |
|         |                       | Осмина финала | Турска          | Фенербахче      | 2:1, 1:0 |
|         |                       | Четвртфинале  | Португалија     | Бенфика         | 3:1, 0:6 |
| 1962/63 | Куп победника купова  | Осмина финала | Француска       | Сент Етјен      | 0:0, 3:0 |
|         |                       | Четврфинале   | Данска          | Одензе          | 1:0, 6:0 |
|         |                       | Полуфинале    | Шпанија         | Атлетико Мадрид | 2:1, 0:2 |
| 1965/66 | Куп сајамских градова | 1. коло       | Енглеска        | Евертон         | 1:1, 0:1 |
| 1966/67 | Куп сајамских градова | 1. коло       | Шпанија         | Валенсија       | 1:2, 0:2 |
| 1968/69 | Куп шампиона          | 1. коло       | Холандија       | Ајакс           | 1:1, 0:4 |
| 1988/89 | Куп УЕФА              | 1. коло       | Италија         | Рома            | 2:1, 1:3 |
| 2007/08 | Куп УЕФА              | 1. коло       | Румунија        | Рапид Букурешт  | 0:0, 2:2 |
|         |                       | Група         | Енглеска        | Евертон         | 0:2      |
|         |                       | Група         | Русија          | Зенит           | 2:2      |
|         |                       | Група         | Холандија       | АЗ Алкмар       | 2:1      |
|         |                       | Група         | Грчка           | Лариса          | 3:1      |
|         |                       | 3. коло       | Португалија     | Бенфика         | 0:1, 2:2 |

## Познати играчи
- Слободан Дане Петровић
- Рудигер Абрамчик
- Маријо Брешка
- Ангелос Харистеас
- Вратислав Грешко
- Јан Колер
- Андреас Кепке
- Роберт Ковач
- Марек Минтал
- Самуел Словак
- Роберт Витек
- Штефан Ројтер